# Tochigi (thành phố)
Thành phố Tochigi (栃木市 (Lê Mộc thị) Tochigi-shi) là một thành phố thuộc tỉnh Tochigi, Nhật Bản.